# Wolfgang Domröse
Wolfgang Domröse (* 1948 in Neugattersleben) ist ein deutscher Maler und Graphiker.

## Leben
Wolfgang Domröse studierte 1970 bis 1974 Kunsterziehung und Geschichte an der Humboldt-Universität zu Berlin, u. a. bei Wolfgang Frankenstein. Danach eignete er sich weitgehend autodidaktisch das Malen und Zeichnen an. Seit 1980 arbeitet er als freischaffender Künstler in Berlin-Adlershof. Bereits zu DDR-Zeiten war Domröse „ein bekannter Künstler, der seine Techniken und Themen jedoch laufend veränderte und erweiterte, sich nicht festlegen ließ. Seit 1980… wandte er sich immer mehr der Malerei zu.“
Domröse war bis 1990 Mitglied des Verbands Bildender Künstler der DDR.
Nach der deutschen Wiedervereinigung schuf Domröse u. a. Buchillustrationen für den rororo-Verlag und  originalgrafische Bucheditionen in Zusammenarbeit mit der Berliner Buchdruckerei Nessing und gestaltete er eine Zeitlang die Titelseiten der Kulturzeitschrift Kursbuch.

## Werke (Auswahl)

### Malerei
- Bauarbeiter vor Wohnsiedlung (1984, Öl, 121 × 80 cm; Kunstarchiv Beeskow)

### Graphik
- Sieben Sprichwörter.  Kassette mit sieben signierten und getexteten Radierungen in 70 Exemplaren. 1987[2]

## Ausstellungen (unvollständig)

### Ausstellungen in der DDR

#### Einzelausstellungen
- 1983: Berlin
- 1986: Wittenberg

### Teilnahme an zentralen und wichtigen regionalen Ausstellungen
- 1981, 1983 und 1986: Berlin, Bezirkskunstausstellungen
- 1984, 1985, 1986 und 1989: Berlin („100 ausgewählte Grafiken“)
- 1985: Berlin, Galerie am Prater („100 Grafiken für den Frieden“)

### Ausstellungen seit der deutschen Wiedervereinigung
- 2005 und 2006 Regensburg, Galerie artspace Erdel[3]
- 2023/2024: Regensburg, Schaulager der Galerie Ertel („Fabelhafte Welt“)